# Eberhard von Breitenbuch

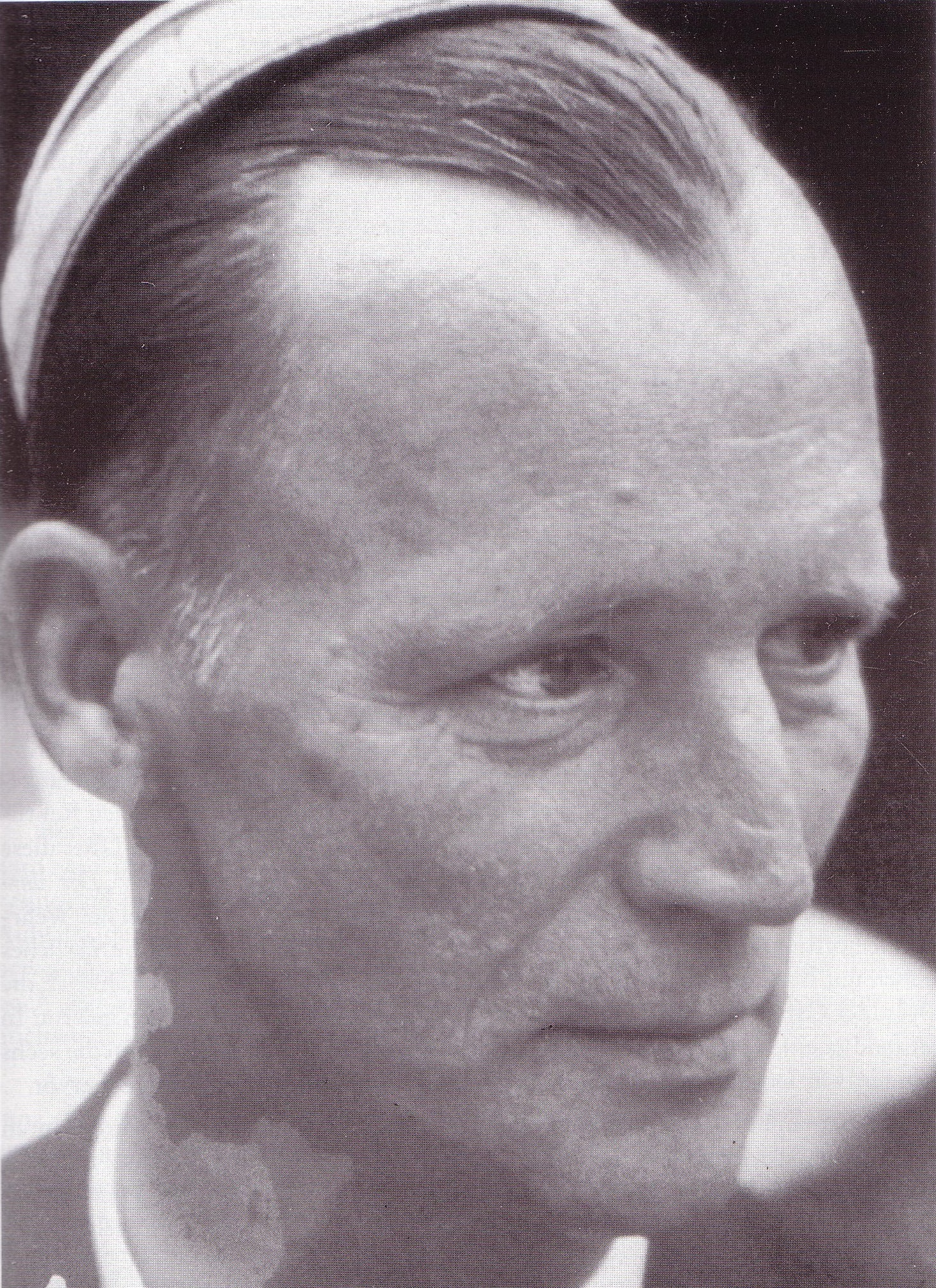
Eberhard von Breitenbuch

Eberhard von Breitenbuch (* 20. Juli 1910 in Dietzhausen; † 22. September 1980 in Göttingen) gehörte zum Kreis der Hitler-Attentäter. Er war Oberforstmeister, Rittmeister d. R. und Gutsherr auf Remeringhausen im Landkreis Schaumburg.

## Familie
Breitenbuch entstammte thüringischem Uradel und war der Sohn des preußischen Hofkammerrats und Forstrats Arthur von Breitenbuch (1873–1914) und der Clementine Freiin von Münchhausen (1876–1966). Er heiratete am 18. Oktober 1938 in Erfurt Marie-Luise von Einsiedel (* 1913 in Dresden), Gutsherrin auf Benndorf und Bubendorf im Landkreis Leipziger Land, die Tochter des königlich-sächsischen Rittmeisters Haubold von Einsiedel und der Elisabeth Freiin von Burgk. Das Ehepaar bekam vier Söhne und zwei Töchter.

## Leben
Breitenbuch besuchte die Klosterschule Roßleben, eine Stiftung der Witzleben (Adelsgeschlecht). Anschließend studierte er Forstwirtschaft an der Forstlichen Hochschule Tharandt, wo er Mitglied des Corps Silvania wurde. Um eine Stellung in der höheren Forstlaufbahn zu erlangen, musste er eine Qualifikation zum Reserveoffizier vorweisen. Die diesbezügliche Ausbildung erfolgte in Wochenendkursen. 1934 wurde er als Forstreferendar in den öffentlichen Dienst eingestellt und wurde gleichzeitig als Soldat in das Reiterregiment 6 in Schwedt/Oder eingezogen. 1935 wurde Breitenbuch als Unteroffizier in die Reserve versetzt und bei Beginn des Krieges als Reserveoffizier im Rang eines Leutnants in das Heer (Wehrmacht) einberufen. Breitenbuch war durch sein national-konservatives Elternhaus geprägt. Seine Braut Marie-Luise von Einsiedel war bis zur Hochzeit (1938) Sekretärin beim Militärattaché an der Deutschen Botschaft London. Anders als in Deutschland konnte sie in England andere als nationalsozialistische Zeitungen lesen. So aus der anderen Perspektive sehr genau über die politische Entwicklung in Deutschland informiert, unterrichtete und beeinflusste sie ihren Mann entsprechend.

### Zweiter Weltkrieg
Nach Ausbruch des Zweiten Weltkriegs diente Breitenbuch zunächst als Leutnant im Kavallerieregiment 9 in Fürstenwalde/Spree und ab 1940 als Ordonnanzoffizier bei Generaloberst Erwin von Witzleben, später wurde er zum Rittmeister der Reserve befördert. 1941 wurde Breitenbuch in seiner zivilen Tätigkeit zum Forstassessor befördert. Am 10. Januar 1942 schied er auf Bitte des Reichsjagdamtes aus dem Stab des Oberbefehlshabers West aus und wurde im Rahmen einer Beurlaubung vom Militärdienst in das Forstamt von Bialowies (Białowieża) in Polen versetzt. Das Gebiet war am 1. August 1941 der Verwaltung von Ostpreußen unterstellt und damit faktisch vom Deutschen Reich annektiert worden. Dort erlebte Breitenbuch die Ermordung von Menschen jüdischen Glaubens und kommunistischer Gesinnung im Zusammenhang mit der Aussiedlung von Dörfern im Gebiet des Forstes von Białowieża, die bereits vor seinem Amtsantritt begonnen hatte. Ebenfalls erlebte er dort den Krieg zwischen Polizei und Partisanen.
Im Frühsommer 1943 kehrte Breitenbuch zur Wehrmacht zurück und wurde in Russland Ordonnanzoffizier bei Oberst von Davans im Oberkommando der 4. Armee. Durch die Vermittlung von Oberstleutnant i. G. Hans-Alexander von Voss, den er in Frankreich im Stab des Oberbefehlshabers West kennengelernt hatte, kam er zum Stab der Heeresgruppe Mitte. Als Hitler sie im Mai 1943 besuchte, verbot Generalfeldmarschall Günther von Kluge ein Attentat auf ihn, weil er einen Bürgerkrieg mit der SS verhindern wollte. Ausschlaggebend dafür war, dass der Reichsführer SS Heinrich Himmler nicht mit an die Kriegsfront gekommen war. Wäre Hitler getötet worden und die SS-Führung am Leben geblieben, wäre die Befehlsgewalt über die Wehrmacht und den NS-Staat allein an die SS übergegangen. Oberst i. G. Henning von Tresckow, Erster Generalstabsoffizier der Heeresgruppe Mitte, gewann Rittmeister von Breitenbuch für seine Widerstandsbewegung; er ließ ihn 1943 zur Heeresgruppe Mitte versetzen und machte ihm den Vorschlag, Hitler durch eine Bombe zu töten; dies lehnte Breitenbuch jedoch wegen unzureichender Erfahrung im Umgang mit Bomben ab. Stattdessen schlug er vor, das geplante Attentat bei Hitlers Frontbesuch mit einer Pistole zu begehen, da er durch seinen Posten als Ordonnanzoffizier Kluges nahe genug an Hitler herankommen könne.
Noch bevor Oberst i. G. Claus Schenk Graf von Stauffenberg sich im Juli 1944 entschloss, Hitler selbst zu töten, und damit in den Mittelpunkt des Geschehens rückte, sollte von Breitenbuch Hitler aus nächster Nähe erschießen und damit den Staatsstreich und das Unternehmen Walküre auslösen; Kluge verunglückte aber noch vor der Durchführung dieses Attentats bei einem Autounfall und wurde auf Grund seiner Verletzungen aus seinem Amt abberufen. Sein Nachfolger Generalfeldmarschall Ernst Busch konnte bei seiner ausgeprägten nationalsozialistischen Einstellung nicht in die Attentatspläne eingeweiht werden.
Für den 11. März 1944 war eine Lagebesprechung unter Teilnahme Buschs und von Breitenbuchs in Hitlers Berghof (Obersalzberg) angesetzt; entgegen der üblichen Praxis ließen die SS-Wachen Ordonnanzoffiziere aber erstmals nicht zur Besprechung zu. Sie verwehrten Breitenbuch ohne Angabe von Gründen den Zutritt; deshalb konnte er das Attentat nicht ausführen. Er saß etwa zwei Stunden mit der geladenen Pistole, einer 7.65 mm-Browning, im Vorzimmer – im Irrglauben, man habe von den Plänen der Verschwörer erfahren und würde ihn in Kürze verhaften.
Vor Breitenbuch hatten bereits von Tresckow, von Schlabrendorff, von Gersdorff, von dem Bussche und von Kleist erfolglos versucht, Hitler zu töten. Nach dem März 1944 scheiterten am 7. Juli 1944 Generalmajor Stieff und schließlich am 20. Juli 1944 Stauffenberg (siehe auch Liste der Attentate auf Adolf Hitler).

### Nachkriegszeit
Im Mai 1945 von den Briten in Schleswig-Holstein festgenommen, kam Breitenbuch ins Zuchthaus Neumünster. Im Oktober wurde er wieder entlassen. In der Nachkriegszeit in Deutschland arbeitete Breitenbuch in der Niedersächsischen Landesforstverwaltung in Coppenbrügge und Soltau. 1957 wurde er noch Mitglied des Corps Franconia Fribergensis. Nachdem er 1973 pensioniert worden war, lebte er mit seiner Familie auf seinem Gut Remeringhausen bei Stadthagen im Landkreis Schaumburg. Er war Rechtsritter des Johanniterordens. Mit 70 Jahren erlag er einer Krebserkrankung.

## Werke

Wappen der Breitenbuch

- Erinnerungen eines Reserveoffiziers 1939–1945, herausgegeben vom Sohn Andreas von Breitenbuch. Books on Demand, Norderstedt 2010, ISBN 978-3-8391-7025-0.